# Pecker
Pecker es el proyecto musical del aragonés Raúl Usieto (Huesca, Aragón, 1973), aunque originalmente se dio a conocer bajo el nombre de Pequeño Pecker en el año 2004.
Ha publicado sus discos en España, en Estados Unidos y en buena parte de Latinoamérica, recibiendo muy buenas críticas en la prensa especializada.
Enmarcado dentro de la música pop, tiene en sus discos acercamientos al funk, al house, al hip hop, al swing, al drum and bass o al 2 step. Y escribe sus canciones en español aunque en ocasiones hace guiños en inglés o francés.
En febrero de 2010 recibió el Premio Al Mejor Solista Aragonés en los Premios de la Música Aragonesa, y en 2011 volvió a recoger el mismo galardón por segundo año consecutivo, arrebatando el premio a Enrique Bunbury y Rapsusklei, que estaban nominados también en esa categoría.

## Historia
Su primer disco Diez y 1 Galaxia vio la luz en 2004 tras conseguir un contrato discográfico con el sello Dro East West. En él se incluía la canción Astronauta 7 en la que colaboró Iván Ferreiro. El programa de Radio 3, Siglo 21, se hizo eco del álbum de Pequeño Pecker publicando asimismo la canción en su propio recopilatorio Siglo 21 6.0. Y ese mismo año la revista Rolling Stone dijo que sus canciones contaban con "letra inteligente y música gozosa".
En 2006 cambia su nombre artístico por el de Pecker y graba su segundo disco 2 y las nadadoras en el estudio de The Pinker Tones en Barcelona. Se publica ese mismo año en España bajo el sello DRO Atlantic, y en Estados Unidos un año más tarde en la discográfica independiente Nacional Records, donde entra en Top 10 de iTunes Top Latin Albums, durante 5 semanas. El cantante catalán Miqui Puig colaboró en la canción Encantadora Lunática, que fue uno de los sencillos del CD.
Su tercer álbum se publica en 2009 en España con la discográfica Warner Music Spain y en Estados Unidos de nuevo en su sello Nacional Records; y llevó por título su propio nombre: Pecker, como reconocimiento propio al trabajo de grabación, producción y mezcla del mismo Raúl Usieto. Se grabó en su estudio "La Confitería Sónica".
Su discográfica en España, Warner Music Spain decidió publicar en 2010 un recopilatorio de todos sus discos bajo el título de Grandes éxitos de un hombre invisible. En él se incluyen además remezclas, temas inéditos y una nueva colaboración con la modelo y cantante Bimba Bosé, con la que protagonizó el vídeo Me quemas bastante, que alcanzó el Top Oro en el diario 20 Minutos y el número 12 de los clips más televisados en España en el mes de julio del mismo año.
A principios de 2012, Pecker y el Profesor Manso de The Pinker Tones publican un EP digital conjunto titulado "Interludio" a través del sello británico Outstanding Records con canciones grabadas durante el año 2007 en un acercamiento amistoso entre los dos artistas. Deciden regalar dicho trabajo a través de internet.
En febrero de 2013 publicó su cuarto álbum de estudio con el irónico título de "Comercial" con su discográfica habitual Warner Music Spain. En este álbum se incluye entre otras "Do Avesso", una canción en portugués escrita en colaboración con el músico y escritor brasileño Paulo Carvalho que además se encuentra publicada en una diferente versión en el segundo disco del paulistano: "O amor e uma religiao".
En este mismo año Pecker dirigió The Digital Turbans, un proyecto de colaboración entre músicos marroquíes y españoles coordinado por el Festival Pirineos Sur y L'Boulevard de Casablanca.

## Discografía
- Diez y 1 galaxia (2004)
- 2 y las nadadoras (2006)
- Pecker (2009)
- Grandes éxitos de un hombre invisible (2010)
- Comercial (2013)
- Suite (2014)
- El incendio perfecto (2018)